# Francisco Elias
Francisco Elias (1869-1937) foi um ceramista português.
Iniciou a sua atividade na Fábrica de Faianças das Caldas da Rainha onde se tornou, juntamente com Avelino Belo, um dos discípulos preferidos de Rafael Bordalo Pinheiro.
Destacou-se como exímio miniaturista.